# Sarah Gillis
Sarah Levin Gillis (Palo Alto, 1º gennaio 1994) è un'ingegnere statunitense.

## Biografia
Gillis è una Lead Space Operations Engineer presso SpaceX, responsabile della supervisione del programma di formazione degli astronauti dell'azienda, sia per gli astronauti della NASA che per quelli commerciali che volano a bordo della navicella spaziale Dragon. Ha preparato gli astronauti della NASA per le prime missioni Demo-2 e Crew-1 e, nel 2021, ha addestrato direttamente gli astronauti Inspiration4, il primo equipaggio interamente civile. È un'esperta controllore di volo, che ha supportato le operazioni in tempo reale per le missioni di rifornimento Cargo Dragon da e per la Stazione spaziale internazionale come Navigation Officer e come CAPCOM per le missioni di volo spaziale umano della Crew Dragon.
Nel 2015, mentre studiava ingegneria all'Università del Colorado a Boulder ha iniziato uno stage presso SpaceX, lavorando ai test human-in-the-loop dell'interno della navicella spaziale Dragon prima di passare al programma di formazione per astronauti a tempo pieno. Cresciuta a Boulder in Colorado, Gillis è un'appassionata escursionista, scalatrice e avventuriera.

### Polaris Dawn
Dal 2022 si addestra per partecipare alla missione Polaris Dawn con il ruolo di Specialista di missione della navicella Crew Dragon Resilience il cui lancio è previsto per il 26 agosto 2024.